# Jana Krejcarová
Jana Krejcarová (provdaná Jana Černá, naposled Jana Ladmanová, 14. srpna 1928, Praha – 5. ledna 1981, Praha) byla česká básnířka, prozaička a výtvarnice. Byla dcerou architekta Jaromíra Krejcara a novinářky Mileny Jesenské a dlouholetou partnerkou Egona Bondyho.

## Život
Studovala od roku 1938 gymnázium. V letech 1942–1944 studovala na grafické škole. Ve školním roce 1946–1947 absolvovala jeden ročník konzervatoře u Františka Maxiána. Po uvěznění a smrti matky vyrůstala pod dohledem dědečka Jana Jesenského. Po jeho smrti v roce 1947 zdědila značný finanční obnos, rozhodla se však pro bohémský život bez trvalého zaměstnání – její příjmy pocházely z psaní a příležitostných prací. Z politických důvodů byla odsouzena na půl roku podmíněně. Doslov k prvotině Hrdinství je povinné uvádí, že získala osobní zkušenost se stavbou mládeže.
Účastnila se aktivit surrealistů kolem Karla Teigeho a Vratislava Effenbergera. Po roce 1950 spolupracovala s Ivo Vodseďálkem, Mikulášem Medkem, Zbyňkem Sekalem a Egonem Bondym.
V 70. letech se živila užitou výtvarnou tvorbou, šila a batikovala tuniky a haleny, odlévala ze sádry figurální reliéfy jako kopie dlaždic či kachlů, obojí prodávala s velkou obchodní zdatností.

### Osobní život
Od roku 1947 byla krátce poprvé provdána za herce, spisovatele a pozdějšího psychologa Pavla Fischla (1922–2008), který emigroval do Izraele, kde žil pod jménem Gabriel Dagan. Později se provdala za sociologa Miloše Černého. Byla matkou pěti dětí – Jana Černého (jeho biologickým otcem byl možná Egon Bondy), Martina Černého (* 1952), Františka Černého (*1953 – jeho biologickým otcem byl údajně Mikuláš Medek), Terezie a Štěpána. O děti se ale většinou ani jeden z rodičů nestaral, a tak skončily v dětském domově. V roce 1961 se provdala za Ladislava Lipanského. V šedesátých letech byla odsouzena na jeden rok nepodmíněně za zanedbání rodičovské péče. Počtvrté se v roce 1969 provdala za výtvarníka Daniela Ladmana (1946-2013). Žili v Praze v Korunovační č. 32 a Raspenavě. 
V roce 1981 tragicky zahynula jako spolujezdec v autě řízeném manželem Danielem při dopravní nehodě – srážce s nákladním autem vezoucím klády.

## Dílo
V roce 1949 přispěla do surrealistického sborníku Židovská jména pod pseudonymy Sarah Silberstein a Gala Mallarmé. V 60. letech přispívala do časopisu Divoké víno a do Literárních novin.
Ve své prvotině Hrdinství je povinné se pokusila o jiný pohled na stavbu mládeže, než prezentovala tzv. budovatelská próza, s motivy absurdity a odcizení. Emigraci otce hlavního hrdiny popsala bez odsudku.
- Hrdinství je povinné, Praha : Československý spisovatel, 1964
- Nebyly to moje děti ..., Praha : Naše vojsko, 1966
- V zahrádce otce mého, Praha : Revolver Revue, 1988
- Clarissa a jiné texty, Praha : Concordia, 1990, ISBN 80-900124-0-X, napsáno v roce 1951
- Adresát Milena Jesenská, Praha : Concordia, 1991, druhé vydání, ISBN 80-900124-4-2 (první vydání 1969: Divoké víno)

## Jana Krejcarová v umění
- 2013 – Na dně propasti perlička – pořad Českého rozhlasu Plzeň, připravili Tamara Salcmanová a Miroslav Buriánek, režie Miroslav Buriánek[7]
- 2009 – 3 sezóny v pekle, koprodukční film; životem Jany Krejcarové a Egona Bondyho jsou inspirovány postavy Jany a Ivana[8]
- 1993 – Seděla ve skleníku a házela kameny, dokumentární film Nadji Seelichové, výpověď tří blízkých přátel Jany Černé – Egona Bondyho, Ivo Vodseďálka a Johany Kohnové.
- 2023 – dokument CHMEL-DENČEVOVÁ, Ivana. Pitky, milenci, milenky, odboj, blázinec, umění... Jana Krejcarová. Český rozhlas Dvojkaː Osudové ženy [online]. 2023-08-12 [cit. }2024-08-20]. [Pitky, milenci, milenky, odboj, blázinec, umění... Jana Krejcarová Dostupné online].

## Ocenění
Laureát Ceny Revolver Revue za rok 1990.